# Galitzkya potaninii
Galitzkya potaninii är en korsblommig växtart som först beskrevs av Carl Maximowicz, och fick sitt nu gällande namn av Vera Viktorovna Botschantzeva. Galitzkya potaninii ingår i släktet Galitzkya och familjen korsblommiga växter. Inga underarter finns listade i Catalogue of Life.